# Victor Heinrich Riecke
Victor Heinrich Riecke (auch Viktor Heinrich oder Heinrich; * 17. Mai 1759 in Stuttgart; † 14. Januar 1830 in Lustnau) war ein württembergischer evangelischer Geistlicher, der mehr als zwanzig Jahre in Brünn wirkte.

## Leben
Riecke war Sohn des Stuttgarter Stadtphysicus Victor Ludwig Heinrich Riecke, einem Spross der Familie Riecke. Nachdem er die Elementarschule seiner Heimatstadt besucht hatte, absolvierte er das Stuttgarter Gymnasium illustre. Nebenbei erhielt er Privatunterricht. Am 29. Oktober 1776 wurde er an der Universität Tübingen immatrikuliert. Er wurde Stipendiat am Tübinger Stift und erlangte am 18. Dezember 1776 den Baccalaureusgrad, darauf am 25. September 1778 den Magistergrad in Philosophie. Anschließend widmete er sich dem Studium der Theologie.
Riecke begab sich 1782 auf eine wissenschaftliche Reise zur Wiener Hofbibliothek. Dort erhielt er aufgrund des kürzlich von Joseph II. erlassenen Toleranzpatents nach nur vier Wochen einen Ruf als erster evangelischer Geistlicher der neuen Gemeinde in Brünn. Einen Ruf als Repetent an das Tübinger Stift im Jahr 1785 lehnte er ab. Unter ihm wurde erstmals wieder eine protestantisches Kirchengebäude in Brünn eingerichtet. Seine Brünner Gemeinde Augsburgischer Konfession umfasste deutsch- und tschechischsprachige Gläubige und integrierte auch die Gläubigen Helvetischen Bekenntnisses. 1789 stieg der Brünner Tuchfabriken-Pastor zum Senior der Protestanten in Brünn auf. Sein soziales Engagement zielte dabei auch auf die Protestanten der unteren Schichten. Mit der von ihm initiierten protestantischen Schule in Brünn nach dem Vorbild von Christian Gotthilf Salzmann beeinflusste er die Entstehung der Erziehungsanstalt von Walburga Gräfin Truchseß-Waldburg-Zeil in Kunewald. Als Schlüsselfigur der Spätaufklärung in Mähren und Mitglied einer Brünner Freimaurerloge wie auch der Illuminaten stand er im Austausch mit Gelehrten in Mähren, Böhmen, Österreich und Deutschland.
Riecke heiratete 1789 in Leutschau die junge Sophie Eleonore Elhard (* 3. März 1773 in Leutschau; † 12. November 1813 in Lustnau) und zeugte mit ihr sechs Kinder. Während die zwei Töchter sich im damaligen Ungarn verheirateten, kehrten die vier Söhne (Leopold Sokrates, Friedrich Josef Pythagoras, Gustav Adolf Cornaro und Emil Amand Leberecht Riecke) mit ihm nach Württemberg zurück. Im Betsaal der Gemeinde in Brünn wurde bei seinem Weggang 1803 ein Denkmal mit der Inschrift Uns war er Lehrer und Freund! errichtet.
Riecke kehrte 1803, einem Ruf des dortigen Konsistoriums folgend, nach Stuttgart zurück. Er wurde Pfarrer am Stuttgarter Waisenhaus sowie Schulinspektor der deutschen Schulen in Stuttgart. Das Waisenhaus befand sich in einem schlechten Zustand. Riecke konnte den Zustand der Anstalt wieder verbessern und gestaltete das Volksschulwesen in Stuttgart im Sinne von Johann Heinrich Pestalozzi um. Auch gelang es ihm ein Lehrerseminar zu initiieren.
Riecke ließ sich 1811, nachdem am Waisenhaus größere Veränderungen anstanden, nach Lustnau bei Tübingen versetzen. Dort wirkte er als Pfarrer und als Rektor der Tübinger Schullehrerkonferenz.
Nach dem Tod seiner ersten Frau heiratete er 1815 in Lustenau Friederike Regine Katharine Pfeilsticker (* 23. Januar 1774, Gerlingen; † 28. Dezember 1841, Tübingen). Er verstarb nach kurzer Krankheit.

## Werke (Auswahl)
1789 war er Mitherausgeber des Mährischen Magazins und von 1800 bis 1803 des Patriotisches Tageblatts.
- Zwo Predigten, gehalten bey Eröffnung des protestantischen Gottesdienstes in Brünn, nebst Nachricht von der dasigen neuen Kirchengemeinde und einem Anhang, Wien 1783.
- Nachrichten von der Brünner neuen Kirchengemeinde, Dessau 1789.
- Anrede an die evangelische Kirchengemeinde in Brünn über Katechisation und Confirmation, Brünn 1789.
- Die wichtige Frage: Soll man Waisenhäuser beibehalten? beantwortet, Stuttgart 1806.